# 1125 в Україні

## Події
- Після смерті Володимира Мономаха у Києві почав княжити його син Мстислав Великий.
- Битва біля Полкстіня
- У міжусобній війні в 1125—1126 роках з братом та нащадками Василька Ростиславича Ростиславу Володаровичу вдалося відстояти Перемишль.

## Особи

### Померли
- Мечислав Давидович (? — 1125) — князь буський.
- Сирчан (*XII ст.—1125) — половецький хан, очільник придонецької орди (Донецької конфедерації кипчаків).

## Засновані, зведені
- Баришівка